# Jesús Lizano Lizano
Jesús Lizano Lizano   (Barcelona, 23 de febrer de 1931 - 25 de maig de 2015) va ser un filòsof, poeta i pensador llibertari català.
Llicenciat en Filosofia, defensava el que ell anomenava "Misticisme Llibertari", l'evolució des del Món Real Salvatge on es troben tots els animals excepte l'espècie humana, que ara es troba estancat en el Món Real Polític, en el seu camí cap al Món Real Poètic, l'acràcia. Publicà periòdicament "La columna poetica y el pozo politico" a la revista llibertaria Polemica, editada a Barcelona.